# Tourenwagen-Weltmeisterschaft 2005
Die Tourenwagen-Weltmeisterschaft 2005 begann am 10. April in Monza (Italien) und endete am 20. November in Macau. Weltmeister wurde der Brite Andy Priaulx. In der Markenwertung konnte sich BMW als Sieger durchsetzen.

## Teams und Fahrer
| Nr. | Fahrer              | Nat.                   | Team                     | Auto                          |
| --- | ------------------- | ---------------------- | ------------------------ | ----------------------------- |
| 1   | Andy Priaulx        | Vereinigtes Konigreich | BMW Team UK              | BMW 320i                      |
| 2   | Gabriele Tarquini   | Italien                | Alfa Romeo Racing Team   | Alfa Romeo 156                |
| 3   | James Thompson      | Vereinigtes Konigreich | Alfa Romeo Racing Team   | Alfa Romeo 156                |
| 4   | Alessandro Zanardi  | Italien                | BMW Team Italy-Spain     | BMW 320i                      |
| 5   | Antonio García      | Spanien                | BMW Team Italy-Spain     | BMW 320i                      |
| 6   | Fabrizio Giovanardi | Italien                | Alfa Romeo Racing Team   | Alfa Romeo 156                |
| 7   | Augusto Farfus      | Brasilien              | Alfa Romeo Racing Team   | Alfa Romeo 156                |
| 56  | André Couto         | Macau                  | Alfa Romeo Racing Team   | Alfa Romeo 156                |
| 8   | Rickard Rydell      | Schweden               | Seat Sport               | Seat Toledo Cupra / Seat Leon |
| 9   | Jordi Gené          | Spanien                | Seat Sport               | Seat Toledo Cupra / Seat Leon |
| 10  | Peter Terting       | Deutschland            | Seat Sport               | Seat Toledo Cupra / Seat Leon |
| 11  | Jason Plato         | Vereinigtes Konigreich | Seat Sport               | Seat Toledo Curpra            |
| 12  | Marc Carol          | Spanien                | Seat Sport               | Seat Toledo Curpra            |
| 14  | Thomas Klenke       | Deutschland            | Ford Hotfiel Sport       | Ford Focus                    |
| 15  | Thomas Jäger        | Deutschland            | Ford Hotfiel Sport       | Ford Focus                    |
| 16  | Michael Funke       | Deutschland            | Ford Hotfiel Sport       | Ford Focus                    |
| 17  | Patrick Bernhardt   | Deutschland            | Ford Hotfiel Sport       | Ford Focus                    |
| 18  | Carlos Mastretta    | Mexiko                 | GR Asia                  | Seat Toledo Cupra             |
| 19  | Valle Mäkelä        | Finnland               | GR Asia                  | Seat Toledo Cupra             |
| 20  | Tom Coronel         | Niederlande            | GR Asia                  | Seat Toledo Cupra             |
| 38  | Erkut Kızılırmak    | Turkei                 | GR Asia                  | Seat Toledo Cupra             |
| 40  | Polo Villaamil      | Spanien                | GR Asia                  | Seat Toledo Cupra             |
| 99  | Ka Fei Lo           | Hongkong               | GR Asia                  | Seat Toledo Cupra             |
| 21  | Robert Huff         | Vereinigtes Konigreich | Chevrolet                | Chevrolet Lacetti             |
| 22  | Nicola Larini       | Italien                | Chevrolet                | Chevrolet Lacetti             |
| 23  | Alain Menu          | Schweiz                | Chevrolet                | Chevrolet Lacetti             |
| 24  | Soheil Ayari        | Frankreich             | Peugeot Sport Denmark    | Peugeot 407                   |
| 25  | Éric Hélary         | Frankreich             | Peugeot Sport Denmark    | Peugeot 407                   |
| 26  | Roberto Colciago    | Italien                | JAS Motorsport           | Honda Accord Euro R           |
| 27  | Adriano de Micheli  | Italien                | JAS Motorsport           | Honda Accord Euro R           |
| 39  | Simon Harrison      | Vereinigtes Konigreich | JAS Motorsport           | Honda Accord Euro R           |
| 28  | Carl Rosenblad      | Schweden               | Crawford Racing          | BMW 320i                      |
| 29  | Stéphane Ortelli    | Monaco                 | Team Oreca Playstation   | Seat Toledo Cupra             |
| 30  | Stefano d’Aste      | Italien                | Proteam Motorsport       | BMW 320i                      |
| 31  | Giuseppe Cirò       | Italien                | Proteam Motorsport       | BMW 320i                      |
| 32  | Marc Hennerici      | Deutschland            | Wiechers-Sport           | BMW 320i                      |
| 33  | Adam Lacko          | Tschechien             | IEP Team                 | Alfa Romeo 156 Gta / BMW 320i |
| 34  | Tomas Engström      | Schweden               | Honda Dealer Team Sweden | Honda Accord Euro R           |
| 35  | Jens Hellström      | Schweden               | Honda Dealer Team Sweden | Honda Civic Type-R            |
| 36  | Sascha Plöderl      | Osterreich             | RS-Line IPZ Racing       | Ford Focus ST170              |
| 37  | Frank Diefenbacher  | Deutschland            | RS-Line IPZ Racing       | Ford Focus ST170              |
| 41  | Duncan Huisman      | Niederlande            | BMW Team Holland         | BMW 320i                      |
| 42  | Jörg Müller         | Deutschland            | BMW Team Deutschland     | BMW 320i                      |
| 43  | Dirk Müller         | Deutschland            | BMW Team Deutschland     | BMW 320i                      |
| 51  | Salvatore Tavano    | Italien                | DB Motorsport            | Alfa Romeo 156                |
| 52  | Andrea Larini       | Italien                | DB Motorsport            | Alfa Romeo 156                |
| 53  | Gianluca de Lorenzi | Italien                | GDL Motorsport           | BMW 320i                      |
| 54  | Stefano Valli       | San Marino             | Zerocinque Motorsport    | BMW 320i                      |
| 55  | Alessandro Balzan   | Italien                | Scuderia del Girasole    | Seat Toledo Cupra             |
| 62  | Chi Hong Ao         | Macau                  | Ao's Racing Team         | BMW 320i                      |
| 65  | Hironori Takeuchi   | Japan                  | Ao's Racing Team         | Toyota Altezza                |
| 63  | Paul Hoon           | Hongkong               | Engstler Motorsport      | BMW 320i                      |
| 64  | Peter Scharmach     | Neuseeland             | Engstler Motorsport      | BMW 320i                      |

## Kalender
| Rennen | Datum         | Land           | Strecke           | Sieger              | Marke      |
| ------ | ------------- | -------------- | ----------------- | ------------------- | ---------- |
| 1      | 10. April     | Italien        | Monza             | Dirk Müller         | BMW        |
| 2      | 10. April     | Italien        | Monza             | James Thompson      | Alfa Romeo |
| 3      | 1. Mai        | Frankreich     | Magny-Cours       | Jörg Müller         | BMW        |
| 4      | 1. Mai        | Frankreich     | Magny-Cours       | Jörg Müller         | BMW        |
| 5      | 15. Mai       | Großbritannien | Silverstone       | Gabriele Tarquini   | Alfa Romeo |
| 6      | 15. Mai       | Großbritannien | Silverstone       | Rickard Rydell      | Seat       |
| 7      | 29. Mai       | Italien        | Imola             | Fabrizio Giovanardi | Alfa Romeo |
| 8      | 29. Mai       | Italien        | Imola             | Dirk Müller         | BMW        |
| 9      | 26. Juni      | Mexiko         | Puebla            | Fabrizio Giovanardi | Alfa Romeo |
| 10     | 26. Juni      | Mexiko         | Puebla            | Peter Terting       | Seat       |
| 11     | 30. Juli      | Belgien        | Spa-Francorchamps | Dirk Müller         | BMW        |
| 12     | 30. Juli      | Belgien        | Spa-Francorchamps | Fabrizio Giovanardi | Alfa Romeo |
| 13     | 28. August    | Deutschland    | Oschersleben      | Andy Priaulx        | BMW        |
| 14     | 28. August    | Deutschland    | Oschersleben      | Alessandro Zanardi  | BMW        |
| 15     | 18. September | Türkei         | Istanbul          | Fabrizio Giovanardi | Alfa Romeo |
| 16     | 18. September | Türkei         | Istanbul          | Gabriele Tarquini   | Alfa Romeo |
| 17     | 8. Oktober    | Spanien        | Valencia          | Jordi Gené          | Seat       |
| 18     | 8. Oktober    | Spanien        | Valencia          | Jörg Müller         | BMW        |
| 19     | 20. November  | Macau          | Guia Circuit      | Augusto Farfus      | Alfa Romeo |
| 20     | 20. November  | Macau          | Guia Circuit      | Duncan Huisman      | BMW        |

## Punktestand

### Fahrer
| Pl. | Fahrer              | Punkte |
| --- | ------------------- | ------ |
| 1.  | Andy Priaulx        | 101    |
| 2.  | Dirk Müller         | 86     |
| 3.  | Fabrizio Giovanardi | 81     |
| 4.  | Augusto Farfus      | 65     |
| 5.  | Jörg Müller         | 59     |
| 6.  | Rickard Rydell      | 57     |
| 7.  | Gabriele Tarquini   | 55     |
| 8.  | James Thompson      | 53     |
| 9.  | Antonio García      | 51     |
| 10. | Alessandro Zanardi  | 36     |
| 11. | Jordi Gené          | 33     |
| 12. | Peter Terting       | 31     |

| Pl. | Fahrer           | Punkte |
| --- | ---------------- | ------ |
| 13. | Duncan Huisman   | 13     |
| 14. | Tom Coronel      | 11     |
| 15. | Jason Plato      | 10     |
| 16. | Nicola Larini    | 9      |
|     | Alain Menu       | 9      |
| 18. | Stefano d’Aste   | 8      |
| 19. | Roberto Colciago | 4      |
| 20. | Stéphane Ortelli | 3      |
|     | Robert Huff      | 3      |
| 22. | Marc Carol       | 1      |
|     | Giuseppe Cirò    | 1      |

### Michelin Trophy
| Pl. | Fahrer             | Punkte |
| --- | ------------------ | ------ |
| 1.  | Marc Hennerici     | 102    |
| 2.  | Giuseppe Cirò      | 87     |
| 3.  | Tom Coronel        | 85     |
| 4.  | Carl Rosenblad     | 78     |
| 5.  | Stefano d’Aste     | 76     |
| 6.  | Adriano de Micheli | 55     |
| 7.  | Valle Mäkelä       | 37     |
| 8.  | Salvatore Tavano   | 27     |
| 9.  | Tomas Engström     | 24     |

| Pl. | Fahrer              | Punkte |
| --- | ------------------- | ------ |
| 10. | Alessandro Balzan   | 21     |
| 11. | Gianluca de Lorenzi | 20     |
| 12. | Carlos Mastretta    | 14     |
| 13. | Adam Lacko          | 13     |
| 14. | Andrea Larini       | 8      |
| 15. | Polo Villaamil      | 6      |
| 16. | Stefano Valli       | 4      |
|     | Sascha Plöderl      | 4      |

### Michelin Team Trophy
| Pl. | Fahrer                   | Punkte |
| --- | ------------------------ | ------ |
| 1.  | Proteam Motorsport       | 163    |
| 2.  | GR Asia                  | 142    |
| 3.  | Wiechers-Sport           | 102    |
| 4.  | Crawford Racing          | 78     |
| 5.  | JAS Motorsport           | 71     |
| 6.  | DB Motorsport            | 35     |
| 7.  | Scuderia del Girasole    | 21     |
| 8.  | GDL Racing               | 20     |
| 9.  | IEP Team                 | 13     |
| 10. | Honde Dealer Team Sweden | 8      |
| 11. | Zerocinque Motorsport    | 4      |
|     | RS-Line IPZ Racing       | 4      |

### Marken
| Pl. | Fahrer     | Punkte |
| --- | ---------- | ------ |
| 1.  | BMW        | 273    |
| 2.  | Alfa Romeo | 237    |
| 3.  | Seat       | 186    |
| 4.  | Chevrolet  | 68     |
| 5.  | Ford       | 13     |